# Greta Hammarsten

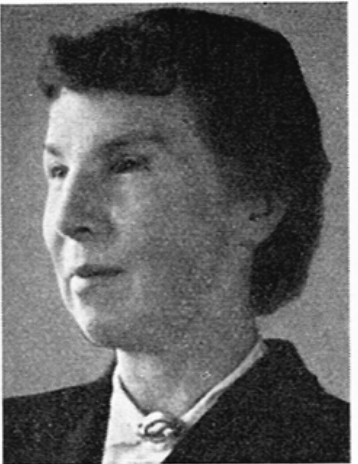
Greta Hammarsten, 1950

Greta Hammarsten (* 22. März 1896 in Stockholm, Schweden; † 17. Juli 1964 ebenda) war eine schwedische Medizinerin, Biochemikerin und Hochschullehrerin. Sie war Oberärztin im Labor für klinische Chemie des Södersjukhuset und außerordentliche Professorin für Klinische Chemie. Sie war eine Pionierin der klinischen Chemie in Skandinavien.

## Leben und Werk
Hammarsten war die Tochter des Bauingenieurs Karl Henrik Vilhelm Norrbin und der Gerda Constantia Mathilda, geborene Nordström. Beide Eltern waren auf Åland geboren und gehörten der finnischen Gemeinde in Stockholm an. Hammarsten besuchte ab 1902 die Lychouska-Schule in Stockholm und ab Herbst 1911 die Södermalm-Hochschule für Mädchen (heute Södermalmsskolan). Von 1914 bis 1918 arbeitete sie dann bei der Versicherungsgesellschaft Skandia. Im August 1918 heiratete sie einen Professor für Chemie und Pharmazie am Karolinska Institutet, Einar Hammarsten, von dem sie sich nach 10 Jahren scheiden ließ.
Von 1919 bis 1927 war sie Privatassistentin am Institut für Chemie des Karolinska Institutet und studierte 1924 mikrochemische Analysemethoden an der Universität Graz im mikroanalytischen Labor von Fritz Pregl. Von 1927 bis 1931 studierte sie zeitweise am Carlsberg-Labor in Kopenhagen bei Søren Peter Lauritz Sørensen und Kaj Ulrik Linderstrøm-Lang und veröffentlichte zwei grundlegende Arbeiten über die theoretischen Grundlagen zum Verständnis der Steinbildung im Harntrakt. Das erste Medikament kam 1929 auf den Markt und behandelte die nierensteinbildende Substanz Calciumoxalat. Sie zeigte, wie Magnesiumsalze die Löslichkeit erleichtern und das Risiko der Steinbildung verringern. Im selben Jahr nahm sie am Scandinavian Naturalists Meeting in Kopenhagen teil.
1930 begann Hammarsten ihr Studium an der Universität Lund und wurde zur außerordentlichen Sekretärin am Institut für Chemie ernannt. 1931 nahm sie am dritten Nordischen Kongress für Physiologie in Kopenhagen teil. 1932 veröffentlichte sie eine analytische Arbeit über die Löslichkeit von Harnsäure und ihren Salzen, die auch die Steinbildung im Harntrakt beeinflusst.
1933 wurde Hammarsten im Juli Sekretärin an der Universität Lund und im September erhielt sie ihren medizinischen Abschluss. Von 1936 bis 1938 arbeitete sie zeitweise als klinische Laborassistentin in der medizinischen Abteilung der klinischen Abteilung und von Oktober 1938 bis September 1939 als stellvertretende klinische Laborassistentin. 1936 nahm sie am Treffen der skandinavischen Naturforscher in Helsinki und 1937 am Physiologiekongress in Uppsala teil. Mit einer Befreiung vom medizinischen Lizentiat verteidigte Hammarsten im Mai 1937 ihre Doktorarbeit. Im April 1940 erhielt sie das medizinische Lizentiat und begann anschließend als außerordentliche Professorin für medizinische und physiologische Chemie. Im Mai 1940 erhielt sie ihren medizinischen Abschluss.
Von 1930 bis 1944 veröffentlichte Hammarsten eine Reihe von Arbeiten über den Zusammenhang zwischen Ernährung und Nierensteinbildung, basierend auf Tierversuchen mit Ratten. Auf Grundlage der Studie betonte Hammarsten die Bedeutung von Vitaminen, Kalzium und Magnesium in der menschlichen Ernährung, um der Bildung von Steinen im Harntrakt vorzubeugen.
1940 begann Hammarsten als klinische Laborassistentin am Karolinska Institutet und arbeitete im Serafimerlasarettet. Das Serafimerlasarettet diente sowohl als Gesundheitseinrichtung als auch als Lehr- und Forschungseinrichtung. Von 1945 bis 1962 war sie Chefärztin und Leiterin des zentralen Labors für klinische Chemie im Södersjukhuset. Im Februar 1946 wurde sie außerordentliche Professorin für klinische Chemie am Karolinska Institutet. Unter der Leitung von Hammarsten wurde das zentrale klinische Labor im Södersjukhuset erweitert und wurde zu einem Zentrum für bedeutende Teile der wissenschaftlichen Aktivitäten des Krankenhauses.

## Forschung
Neben ihrer Arbeit mit Nierensteinerkrankungen interessierte sich Hammarsten auch für rheumatische Erkrankungen sowie Blut- und Lebererkrankungen. In Zusammenarbeit mit schwedischen und dänischen Kollegen führte sie zwischen 1950 und 1953 eine Reihe von experimentell-physiologischen Untersuchungen durch, die eindeutig zeigten, dass degenerative Leberveränderungen mit Auswirkungen auf das Blutbild, die nach Unterbindung des Gallengangs auftreten, gemildert oder verhindert werden können, wenn das Tier einen lebenden Fötus austrägt, in Parabiose mit einem gleichartigen Individuum lebt oder Milzextrakt verabreicht bekommt.
Ihre Dissertation Calciumoxalat als Steinbildner in den Harnwegen aus dem Jahr 1937 war eine bedeutende Arbeit, die dazu führte, dass sie gebeten wurde, ein Kapitel über Calciumoxalatsteine in Arthur J. Butts Handbuch Etiological Factors in Renal Lithiasis (1956) zu schreiben. Außerdem verfasste sie 1950 einen 25-seitigen Artikel über Ernährung und Gesundheit in Kvinnans egen läkarbok.
Hammarsten veröffentlichte über achtzig Arbeiten in physikalischer und physiologischer Chemie und Ernährungsphysiologie.

## Mitgliedschaften
Von 1951 bis 1956 war Hammarsten Vorstandsmitglied des Stockholmer Zontaklubb und hielt auch Versammlungen für den Club in ihrem Haus ab. Zonta International ist eine 1919 in New York von Hochschulabsolventen und berufstätigen Frauen mit dem Ziel gegründete Organisation, die Gleichstellung der Geschlechter und die Rechte der Frauen zu fördern. Hammarsten gehörte dem ersten Verein an, der 1935 in Schweden gegründet wurde.
Hammarsten war Mitglied der New Idun Society, einer 1885 gegründeten Frauenvereinigung, die zunächst aus einem kleinen Kreis von Frauen bestand, die in wissenschaftlichen, literarischen, künstlerischen, pädagogischen oder sozialen Bereichen tätig waren. Sie war auch in der International Federation of University Women (IFUW, jetzt Graduate Women International, GWI) aktiv. In Schweden wurde 1904 die Vereinigung akademisch gebildeter Frauen (ABKF) gegründet, die 1947 ihren Namen in Vereinigung Akademikerinnen (KAF) änderte. 1922 trat diese dem internationalen Netzwerk IFUW bei.
Hammarsten starb 1964 im Alter von 68 Jahren in Stockholm und wurde auf dem Norra-Friedhof in Solna begraben.

## Veröffentlichungen (Auswahl)
- Kliniska laborationsmetoder. Astra, Södertälje, 1953.